# Андижан (аеропорт)
Військове летовище Андижан та Міжнародний аеропорт Андижан (узб. Andijon Xalqaro Aeroporti) (IATA: AZN, ICAO: UTKA) — летовище спільного базування, міжнародний аеропорт міста Андижан, Андижанська область, Узбекистан. Розташований на південно-західній околиці однойменного міста Андижан.

## Історія
Летовище побудовано в 1954 році відповідно до директиви Військового міністра СРСР від 23.12.1950 року для розміщення авіації ППО. У період з листопада 1954 року по травень 1992 року на летовищі базувався 9-й гвардійський винищувальний авіаційний полк на літаках МіГ-15, МіГ-17, МіГ-19П, Су-15 та Су-27, виконував завдання ППО. У травні 1992 року після розпаду СРСР полк переданий під юрисдикцію Узбекистану і був перейменований в 62-й винищувальний авіаційний полк.
У 1992 році після розпаду СРСР і здобуття Узбекистаном незалежності летовище перейшло під юрисдикцію Узбекистану. Використовується в цивільних цілях як міжнародний аеропорт Андижан. В аеропорту базується національна авіакомпанія «Uzbekistan Airways».

## Авіалінії та напрямки
| Авіакомпанія       | Пункт призначення                                   |
| ------------------ | --------------------------------------------------- |
| Uzbekistan Airways | Москва-Внуково, Новосибірськ, Ст Петербург, Ташкент |